# Rebeca Grynspan Mayufis
Rebeca Grynspan Mayufis (San José, 14 de diciembre de 1955) es una política y economista costarricense. Es secretaria general de la Conferencia de las Naciones Unidas sobre Comercio y Desarrollo desde el 13 de septiembre de 2021. Fue titular de la Secretaría General Iberoamericana (SEGIB) desde el 1 de abril de 2014, hasta la toma de posesión de su encargo en la UNCTAD. Ha sido secretaria general adjunta de las Naciones Unidas y administradora asociada del Programa de las Naciones Unidas para el Desarrollo y fue segunda vicepresidente de Costa Rica en la administración Figueres Olsen (1994-1998).

## Primeros años y estudios
Es hija de Manuel Grynspan Burstin y Sara Mayufis Schapiro, inmigrantes polacos de ascendencia judía. Tiene dos hijos.
Se recibió como Bachiller en Economía en la Universidad de Costa Rica y obtuvo la Maestría en Economía en la Universidad de Sussex, Inglaterra.
Fue profesora e investigadora del Instituto de Investigación de Ciencias Económicas de la Universidad de Costa Rica.

## Cargos políticos
Rebeca Grynspan fue Viceministra de Hacienda (1986-1988), Ministra de Vivienda y Asentamientos Humanos (1996-1998), Ministra Coordinadora del Sector Económico (1995-1996) y del Sector Social del Gobierno (1994-1998). Fue designada como segunda vicepresidenta de la República en la administración de José María Figueres (1994-1998).

## Programa de Desarrollo de las Naciones Unidas
Fue nombrada secretaria general adjunta de la Organización de las Naciones Unidas (ONU) y administradora asociada del Programa de las Naciones Unidas para el Desarrollo por el secretario general Ban Ki-moon el 1 de febrero de 2010. Antes de su nombramiento para el puesto que ocupa en la actualidad, fue subsecretaria general y directora regional para América Latina y el Caribe del Programa de las Naciones Unidas para el Desarrollo (PNUD) del 2006 a 2010. Con anterioridad, había sido directora de la Sede Subregional en México de la Comisión Económica para América Latina y el Caribe (CEPAL) desde donde copresidió la Junta Ejecutiva del Instituto Internacional de Investigación de Políticas Alimentarias, desde agosto de 2001 a 2006. Es miembro del Consejo Directivo del Programa de Apoyo al Liderazgo y Representación de la Mujer del Banco Interamericano de Desarrollo (BID); fue vicepresidenta del Consejo Directivo del International Food Policy Research Institute.

## Secretaria General Iberoamericana
Fue elegida por unanimidad secretaria general iberoamericana en la reunión extraordinaria de ministros de Relaciones Exteriores celebrada el 24 de febrero de 2014 en la Ciudad de México D. F., en la que estuvieron presentes representantes de los 22 países que conforman la Conferencia Iberoamericana. La toma de posesión tuvo lugar el 1 de abril de 2014. Es la primera mujer en ostentar este puesto.
Como representante de este puesto participó en el Congreso Empresarial Colombiano el 11 y 12 de agosto de 2016.

## Secretaria General de la Conferencia de las Naciones Unidas sobre Comercio y Desarrollo
Fue seleccionada para el cargo por el Secretario general de las Naciones Unidas, António Guterres y confirmada por la Asamblea General de las Naciones Unidas el 11 de junio de 2021.
Fue responsable de coordinar la organización de la XV Conferencia de las Naciones Unidas sobre Comercio y Desarrollo en Bridgetown, Barbados. En dicha Conferencia, destacó los esfuerzos de los Estados para alcanzar acuerdos de modo que los países en desarrollo que luchan por recuperarse de la pandemia del COVID-19 alcancen las metas planteadas en los Objetivos de Desarrollo Sostenible, considerando los retos que plantean otros desafíos estructurales.

## Premios y condecoraciones
En 2014 y 2015 fue elegida como una de los 50 intelectuales más influyentes de América Latina. En 2017 recibió el Reconocimiento a la Excelencia Forbes y el Gobierno de España le concedió la Gran Cruz de la Orden Civil de Alfonso X El Sabio. Fue investida Doctora “Honoris Causa” en 2016 por la Universidad de Extremadura y en 2018 por la Universidad Europea gracias a su trayectoria profesional.

## Consejos y patronatos
Rebeca Grynspan participa también en patronatos y consejos a nivel internacional, desarrollando actividades en diversas temáticas. Forma parte de la Comisión Global de la Organización Internacional del Trabajo (OIT) sobre el Futuro del Trabajo  y del Consejo sobre el futuro de la Gobernanza Internacional, la Cooperación público-privada y el Desarrollo Sostenible de la Red de Consejos Mundiales Futuros del Foro Económico Mundial. Es co-chair del Consejo del Cuarto Sector en el marco de la Iniciativa para el Desarrollo del Cuarto Sector (FSDI). Por otro lado, es miembro del W20 y del Women Political Leaders Global Forum, iniciativas que buscan aumentar y consolidar la presencia e influencia de las mujeres en posiciones de liderazgo. 
Forma parte también de los patronatos de algunas fundaciones, como la Fundación Iberoamericana de Mercado de Valores  y la Fundación Carolina. También es asesora del The Global Analysis and Trends in Emerging Regions, con sede en Madrid y Beijin.
En 2021 fue nombrada como integrante del Panel Independiente de Alto Nivel sobre la Financiación de los Bienes Comunes Globales para la Pandemia del G20 y el presidente argentino, Alberto Fernández, la designó asesora internacional del Consejo Económico y Social de Argentina. 